# Petr Novák (trenér)
Petr Novák (* 7. června 1948 Polička) je bývalý československý rychlobruslař a současný trenér rychlobruslařského NOVIS Teamu, jehož členy jsou Martina Sáblíková, Nikola Zdráhalová a další.

## Mládí a závodní kariéra
Narodil se v Poličce, od malička vyrůstal ve Svratouchu na Českomoravské vrchovině. Od dětství sportoval (gymnastika, atletika), hlavní zálibou se ale stalo rychlobruslení, jemuž se začal věnovat v roce 1964 na dráze v sousední Svratce. Již následující rok se stal dorosteneckým mistrem republiky, což je jeho největší úspěch jakožto závodníka. Dalších více než 20 let jezdil v československé reprezentaci, ovšem bez větších výsledků.
Pracoval jako soustružník, dálkově vystudoval střední průmyslovou školu strojírenskou.

## Trenérská kariéra
Ještě během své závodní kariéry začal působit ve Svratce jako trenér. Trénoval nadějné závodníky v juniorech a dorostu, kteří ovšem většinou sportu zanechali. V 80. letech byl jeho svěřencem i Jiří Kyncl, který se dostal na zimní olympijské hry 1988 v Calgary, kde na trati 10 000 m skončil na 16. místě. Na hrách v roce 1992 v Albertville kromě Kyncla jel i Jiří Musil, zde se ale závodníci umístili ve třetí a čtvrté desítce.
Na konci 20. století se začal věnovat mladým závodníkům ze Žďáru nad Sázavou. Po domluvě s jejich rodiči založil v roce 1998 vlastní Bruslařský klub Žďár, později NOVIS Team. V roce 2004 začalo s Českým svazem rychlobruslení spolupracovat Armádní sportovní oddíl Dukla Praha, takže mladí rychlobruslařští reprezentanti měli zabezpečenu přípravu.
Nedlouho poté se začala prosazovat ve světových tabulkách Martina Sáblíková, která jako jediná vydržela u rychlobruslení z oněch původních závodníků z roku 1998. V roce 2006 získala stříbrnou medaili na mistrovství světa ve víceboji, tentýž rok se také poprvé podívala na zimní olympijské hry, kde se na trati 5000 m skončila čtvrtá. Od roku 2007 začala pravidelně vozit medaile ze seniorských šampionátů a přední umístění ve Světovém poháru, roku 2010 na olympijských hrách ve Vancouveru zvítězila na tratích 3000 a 5000 metrů, přičemž přidala také bronzovou medaili ze závodu na 1500 metrů. Vedle Sáblíkové se pod Novákovým vedením začaly postupně umisťovat i Andrea Jirků, Karolína Erbanová a Nikola Zdráhalová, v mužských kategoriích potom Zdeněk Haselberger, Pavel Kulma či Milan Sáblík.
Kromě působení v Českém svazu rychlobruslení je také předsedou Českého svazu kolečkového bruslení.
Od roku 2009 žil v sousedství Sáblíkové ve Velkém Oseku, kde měla vyrůst první rychlobruslařská hala v Česku. Protože však tyto plány nebyly realizovány, vrátil se v zimě 2012/2013 zpět do Studnice.

## Politická angažovanost
Ve volbách do Senátu PČR v roce 2014 kandidoval jako nezávislý kandidát v obvodu č. 51 – Žďár nad Sázavou. V prvním kole skončil se ziskem 10,32 % hlasů na čtvrtém místě, takže do druhého kola volby nepostoupil.
Ve volbách do Senátu PČR v roce 2018 kandidoval jako nestraník za hnutí ANO 2011 v obvodu č. 44 – Chrudim. Se ziskem 7,40 % hlasů skončil na 6. místě.